# QuattroPole
Das Städtenetz QuattroPole bezeichnet die grenzüberschreitende Kooperation der regional benachbarten Städte Luxemburg, Metz, Saarbrücken und Trier. Leitbild ist eine „virtuelle Metropole“. Die kommunale Zusammenarbeit bündelt die vorhandenen Ressourcen in verschiedene Projekte und soll das Gewicht der Großregion (ehemals Saar-Lor-Lux) in Europa stärken.

## Geschichte
Die Städtepartnerschaft zwischen Metz und Trier wurde 1957 begründet und bildete den Anfang der Zusammenarbeit. Am 29. Februar 2000 wurde die Kooperation auf ein Städtenetz der vier größten Städte der Grenzregion auf Basis einer Absichtserklärung ausgeweitet. Am 12. März 2007 wurde sie durch eine von den Räten verabschiedete Vereinbarung bestätigt; dabei wurden Verfahrensfragen präzisiert. Im Oktober 2014 gründeten die Oberbürgermeister und Stadträte aller Gemeinden einen eingetragenen Verein, den Quattropole e.V.

## Konzept
Die vier Städte bilden Oberzentren eines zusammenwachsenden Ballungsraumes, der bereits heute stark wirtschaftlich verflochten ist, etwa durch den hohen Anteil von Grenzgängern an der Zahl der Beschäftigten, indes aber in seiner weiteren Entwicklung immer mehr durch administrative Grenzen und historisch überholte, nicht den heutigen Anforderungen entsprechende Infrastrukturen gehemmt wird. Durch die Zusammenarbeit wird bei regional übergreifenden Fragen eine Abstimmung über eine gemeinsame Ausrichtung möglich; zudem werden Synergieeffekte zwischen den Städten geschaffen. Außerdem erhöht die gemeinschaftliche Struktur- und Wirtschaftsentwicklung die Attraktivität des Standortes. Für die Bürger verbessert sich der Zugang zu Serviceleistungen, Wissen und den kulturellen Angeboten von vier Städten.

### Projekte
Ein Schwerpunkt des Konzepts ist Umwelt und Energie, wo beispielsweise ökologisches und innovatives Bauen gefördert wird. Im Internet ist es kostenlos möglich, Luxemburgisch und später auch Deutsch zu lernen. Mit Schüleraustauschen und dem Thema Migration möchte das Projekt die Bildungs-, Arbeits- und Zukunftschancen aller erhöhen. An der Universität Trier läuft zur Frage der Wahrnehmung der Nachbarn in der Großregion ein Forschungsprojekt. Ein gemeinsames Tourismuskonzept fördert und bewirbt die Kunst- und Kulturszene in Luxemburg, Metz, Saarbrücken und Trier mit Bustransfers, Kooperationen und einem elektronischen Veranstaltungskalender. Der Kunstpreis Robert Schuman bietet eine Plattform für das zeitgenössische Kunstschaffen in der Region. Außerdem sind Projekte im Bereich der IT-Infrastruktur (schnelles Datennetz) und des Nahverkehrs geplant oder schon ansatzweise realisiert (Stand 2009).
Frauke Birtsch ist die erste „Stadtschreiberin“. Sie hat ihr Amt im September 2009 in Saarbrücken angetreten.
Zum Quattropolefest am 12. Juni 2010 am Centre Pompidou-Metz wurde ab Trier ein kostenpflichtiger Bustransfer angeboten.

### Arbeitsweise
Der Lenkungsausschuss von QuattroPole besteht aus den vier (Ober-)Bürgermeistern; er trifft die strategischen Entscheidungen, die die Ziele und Ausrichtung von QuattroPole bestimmen. Der Koordinationsausschuss, dessen Mitglieder von den (Ober-)Bürgermeistern ernannt werden und aus den vier Stadtverwaltungen hervorgehen, definiert gemeinsame Projekte und bereitet diese vor.
Die lokalen Büros erledigen alle verwaltungstechnischen Aufgaben, die zur Koordinierung der QuattroPole-Projekte in der eigenen Stadt und zur Kooperation mit den anderen QuattroPole-Städten notwendig sind. Die Arbeitsgruppen, die sich in der Regel ebenfalls aus Mitarbeitern der vier Stadtverwaltungen zusammensetzen, entwickeln die Projekte inhaltlich weiter und erarbeiten problemadäquate Lösungen.